# Vice City (utwór)
„Vice City” – singel amerykańskiego rapera i piosenkarza XXXTentacion. Pierwotnie został wydany na SoundCloud 5 marca 2014 r., a następnie pośmiertnie wydany ponownie w serwisach streamingowych 28 stycznia 2022 r. Utwór został wyprodukowany przez Canis Major i zawiera wyraźny sampel utworu „Sing to the Moon” z 2013 r. autorstwa brytyjskiej artystki soulowej Laury Mvuli.
Nazwa utworu została zainspirowana grą wideo Grand Theft Auto: Vice City, która była jedną z ulubionych gier XXXTentaciona.

## Tło
„Vice City” było jednym z pierwszych utworów XXXTentaciona, który został wydany na jego koncie SoundCloud. Singel został uznany za klasyk ery rapu SoundCloud. Utwór został wydany wraz z pierwszą składanką XXXTentaciona, XXX (Unmastered). 
Ogłoszono, że utwór zostanie ostatecznie udostępniony w serwisach streamingowych, takich jak Spotify i Apple Music, 23 stycznia 2022 roku, czyli w dniu jego 24. urodzin. Singel znalazł się także na pośmiertnej kompilacji Look at Me: The Album.

## Notowania na listach przebojów
| Lista (2022)                      | Pozycja |
| --------------------------------- | ------- |
| Global 200 (Billboard)            | 143     |
| Nowa Zelandia (RMNZ)              | 5       |
| Billboard Hot 100                 | 89      |
| Hot R&B/Hip-Hop Songs (Billboard) | 32      |